# Spielvereinigung Bayreuth 1977-1978
Questa voce raccoglie le informazioni riguardanti la Spielvereinigung Bayreuth nelle competizioni ufficiali della stagione 1977-1978.

## Stagione
Nella stagione 1977-1978 il Bayreuth, allenato da Heinz Elzner, concluse il campionato di 2. Bundesliga al 4º posto. In Coppa di Germania il Bayreuth fu eliminato al terzo turno dal Karlsruhe.

## Rosa
| N. |                     | Ruolo | Calciatore           |
| -- | ------------------- | ----- | -------------------- |
|    | Germania (bandiera) | P     | Wolfgang Mahr        |
|    | Germania (bandiera) | P     | Norbert Schumbrutzki |
|    | Germania (bandiera) | D     | Harald Bleckert      |
|    | Germania (bandiera) | D     | Reinhard Brendel     |
|    | Germania (bandiera) | D     | Rudolf Hannakampf    |
|    | Germania (bandiera) | D     | Ronald Schwarz       |
|    | Germania (bandiera) | C     | Klaus Brand          |
|    | Germania (bandiera) | C     | Wolfgang Breuer      |
|    | Germania (bandiera) | C     | Harald Dollhopf      |
|    | Germania (bandiera) | C     | Norbert Hofmann      |

| N. |                      | Ruolo | Calciatore        |
| -- | -------------------- | ----- | ----------------- |
|    | Germania (bandiera)  | C     | Herbert Horn      |
|    | Germania (bandiera)  | C     | Paul Hupp         |
|    | Germania (bandiera)  | C     | Rolf Kaul         |
|    | Germania (bandiera)  | C     | Günther Weiß      |
|    | Serbia (bandiera)    | A     | Miroljub Bozoljac |
|    | Germania (bandiera)  | A     | Manfred Größler   |
|    | Danimarca (bandiera) | A     | Mogens Hansen     |
|    | Germania (bandiera)  | A     | Uwe Sommerer      |
|    | Germania (bandiera)  | A     | Heinz Tochtermann |

## Organigramma societario
Area tecnica
- Allenatore: Heinz Elzner
- Allenatore in seconda:
- Preparatore dei portieri:
- Preparatori atletici:

## Calciomercato

### Sessione estiva
| Acquisti | Acquisti          | Acquisti    | Acquisti |
| R.       | Nome              | da          | Modalità |
| -------- | ----------------- | ----------- | -------- |
| A        | Mogens Hansen     | Næstved     |          |
| D        | Rudolf Hannakampf | Norimberga  |          |
| A        | Heinz Tochtermann | Monaco 1860 |          |

| Cessioni | Cessioni           | Cessioni          | Cessioni |
| R.       | Nome               | a                 | Modalità |
| -------- | ------------------ | ----------------- | -------- |
| A        | Gert Ockenfels     | Herford           |          |
| D        | Georg Damjanoff    | Hannover 96       |          |
| D        | Gerd Fink          | Eintracht Treviri |          |
| P        | Wolfgang Hillmann  | Hannover 96       |          |
| A        | Stjepan Milardovic | St. Pauli         |          |
| A        | Peter Sichmann     | SSV Dillenburg    |          |

### Sessione invernale
| Acquisti | Acquisti | Acquisti | Acquisti |
| R.       | Nome     | da       | Modalità |
| -------- | -------- | -------- | -------- |

| Cessioni | Cessioni | Cessioni | Cessioni |
| R.       | Nome     | a        | Modalità |
| -------- | -------- | -------- | -------- |

## Risultati

### 2. Bundesliga

#### Girone di andata
| Arbitro: | Kipper |

|  |           |            |
|  | Marcatori | 43’ Breuer |

| Arbitro: | Ulm |

|                                |           |  |
| Größler 59’, 69’ Ockenfels 71’ | Marcatori |  |

| Arbitro: | Nützel |

|           |           |                                |
| Stahl 55’ | Marcatori | 7’ (rig.) Größler 67’ Sommerer |

| Arbitro: | Gaus |

|                           |           |  |
| Ockenfels 22’ Größler 90’ | Marcatori |  |

| Arbitro: | Joos |

|                               |           |                   |
| Patzer 43’ Maciossek 47’, 69’ | Marcatori | 15’, 88’ Sommerer |

| Arbitro: | Klein |

|                                                                |           |  |
| Größler 9’ (rig.), 52’ Sommerer 39’ Ockenfels 68’ Bozoljac 77’ | Marcatori |  |

| Arbitro: | Niebergall |

|           |           |                       |
| Knapp 38’ | Marcatori | 45’ Größler 68’ Brand |

| Arbitro: | Klauser |

|            |           |  |
| Breuer 85’ | Marcatori |  |

| Arbitro: | Röder |

|                                      |           |             |
| Günther 25’, 27’ Berger 34’ Kalb 74’ | Marcatori | 2’ Sommerer |

| Arbitro: | Walz |

|                        |           |             |
| Brand 30’ Sommerer 75’ | Marcatori | 7’ Kielwein |

| Arbitro: | Schumann |

|                                   |           |             |
| Seiler 2’ (rig.), 37’, 64’ (rig.) | Marcatori | 80’ Brendel |

| Arbitro: | Clajus |

|                                 |           |  |
| Breuer 47’ Brand 53’ Hansen 56’ | Marcatori |  |

| Arbitro: | Wohlfarth |

|             |           |                                |
| Rudloff 13’ | Marcatori | 44’ Sommerer 55’ (aut.) Cremer |

| Arbitro: | Kinzinger |

|                                             |           |              |
| Brendel 8’ Sommerer 17’, 53’, 60’ Brand 64’ | Marcatori | 88’ Allgöwer |

| Arbitro: | Hellwig |

|  |           |                         |
|  | Marcatori | 75’ Brendel 79’ Größler |

| Arbitro: | Möckel |

|                                      |           |  |
| Bleckert 62’ Hansen 77’ Sommerer 85’ | Marcatori |  |

| Arbitro: | Messmer |

|                                   |           |            |
| Breuer 8’, 46’, 61’, 71’ Horn 33’ | Marcatori | 45’ Jordan |

| Fürth 11 dicembre 1977 18ª giornata | Fürth   | 0 – 0 referto | Bayreuth | Sportpark Ronhof (12 000 spett.)\| Arbitro: \| Föckler \| |
| Arbitro:                            | Föckler |               |          |                                                           |

| Arbitro: | Joos |

|                        |           |  |
| Brand 28’ Sommerer 67’ | Marcatori |  |

#### Girone di ritorno
| Arbitro: | Michel |

|                   |           |  |
| Sommerer 15’, 57’ | Marcatori |  |

| Arbitro: | Schumann |

|               |           |  |
| Cestonaro 78’ | Marcatori |  |

| Arbitro: | Karr |

|  |           |                      |
|  | Marcatori | 20’ Stahl 70’ Lorenz |

| Arbitro: | Aldinger |

|           |           |  |
| Hodel 77’ | Marcatori |  |

| Arbitro: | Gaus |

|                                    |           |              |
| Sommerer 12’, 22’, 86’ Hofmann 28’ | Marcatori | 7’ Deterding |

| Arbitro: | Klein |

|                                            |           |  |
| Günther 43’ Seubert 58’ Schuberth 60’, 63’ | Marcatori |  |

| Arbitro: | Boos |

|                         |           |                  |
| Breuer 23’ Sommerer 78’ | Marcatori | 6’, 75’ Lachmann |

| Arbitro: | Hontheim |

|                                  |           |                         |
| Täuber 18’ Täuber 45’ Susser 78’ | Marcatori | 16’ Breuer 28’ Sommerer |

| Arbitro: | Röder |

|                        |           |  |
| Sommerer 28’, 52’, 62’ | Marcatori |  |

| Arbitro: | Wilhelmi |

|                               |           |  |
| Johansen 16’ (rig.) Thiel 71’ | Marcatori |  |

| Arbitro: | Scheffner |

|                                |           |                    |
| Hofmann 9’ Breuer 14’ Horn 17’ | Marcatori | 52’, 64’, 75’ Bitz |

| Arbitro: | Filla |

|                                   |           |                |
| Killmaier 30’ Klein 70’ Engel 83’ | Marcatori | 18’ Hannakampf |

| Arbitro: | Klein |

|                                                       |           |              |
| Breuer 3’ Hansen 33’, 57’, 68’ Sommerer 44’, 67’, 76’ | Marcatori | 53’ Arnswald |

| Arbitro: | Luca |

|                                                     |           |  |
| Haug 56’ Saile 62’ Kühn 69’ Gerstenlauer 89’ (rig.) | Marcatori |  |

| Arbitro: | Aldinger |

|                   |           |                 |
| Hupp 31’ Weiß 33’ | Marcatori | 44’ Leiendecker |

| Arbitro: | Frickel |

|                      |           |                 |
| Wolf 32’ Feulner 69’ | Marcatori | 56’ Tochtermann |

| Arbitro: | Kuhn |

|           |           |                               |
| Grimm 86’ | Marcatori | 3’ Hannakampf 17’, 64’ Hansen |

| Arbitro: | Klauser |

|                                   |           |              |
| Hansen 47’ Brendel 56’ Breuer 65’ | Marcatori | 72’ Heinlein |

| Arbitro: | Gaus |

|                          |           |                       |
| Hug 40’ Bente 57’ (rig.) | Marcatori | 6’ Größler 10’ Hansen |

### Coppa di Germania
| Arbitro: | Walz |

|  |           |              |
|  | Marcatori | 41’ Sommerer |

| Arbitro: | Kespohl |

|           |           |                                                   |
| Reibe 86’ | Marcatori | 15’, 16’ Breuer 25’, 35’, 69’ Sommerer 52’ Hansen |

| Arbitro: | Joos |

|                          |           |  |
| Bredenfeld 2’ Krauth 75’ | Marcatori |  |

## Statistiche

### Statistiche di squadra
| Competizione      | Punti | In casa | In casa | In casa | In casa | In casa | In casa | In trasferta | In trasferta | In trasferta | In trasferta | In trasferta | In trasferta | Totale | Totale | Totale | Totale | Totale | Totale | DR  |
| Competizione      | Punti | G       | V       | N       | P       | Gf      | Gs      | G            | V            | N            | P            | Gf           | Gs           | G      | V      | N      | P      | Gf     | Gs     | DR  |
| ----------------- | ----- | ------- | ------- | ------- | ------- | ------- | ------- | ------------ | ------------ | ------------ | ------------ | ------------ | ------------ | ------ | ------ | ------ | ------ | ------ | ------ | --- |
| 2. Bundesliga     | 48    | 19      | 16      | 2       | 1       | 57      | 14      | 19           | 6            | 2            | 11           | 22           | 36           | 38     | 22     | 4      | 12     | 79     | 50     | +29 |
| Coppa di Germania | -     | 0       | 0       | 0       | 0       | 0       | 0       | 3            | 2            | 0            | 1            | 7            | 3            | 3      | 2      | 0      | 1      | 7      | 3      | +4  |
| Totale            | 48    | 19      | 16      | 2       | 1       | 57      | 14      | 22           | 8            | 2            | 12           | 29           | 39           | 41     | 24     | 4      | 13     | 86     | 53     | +33 |

### Andamento in campionato
| Giornata  | 1 | 2 | 3 | 4 | 5 | 6 | 7 | 8 | 9 | 10 | 11 | 12 | 13 | 14 | 15 | 16 | 17 | 18 | 19 | 20 | 21 | 22 | 23 | 24 | 25 | 26 | 27 | 28 | 29 | 30 | 31 | 32 | 33 | 34 | 35 | 36 | 37 | 38 |
| --------- | - | - | - | - | - | - | - | - | - | -- | -- | -- | -- | -- | -- | -- | -- | -- | -- | -- | -- | -- | -- | -- | -- | -- | -- | -- | -- | -- | -- | -- | -- | -- | -- | -- | -- | -- |
| Luogo     | T | C | T | C | T | C | T | C | T | C  | T  | C  | T  | C  | T  | C  | C  | T  | C  | C  | T  | C  | T  | C  | T  | C  | T  | C  | T  | C  | T  | C  | T  | C  | T  | T  | C  | T  |
| Risultato | V | V | V | V | P | V | V | V | P | V  | P  | V  | V  | V  | V  | V  | V  | N  | V  | V  | P  | P  | P  | V  | P  | N  | P  | V  | P  | N  | P  | V  | P  | V  | P  | V  | V  | N  |
| Posizione | 9 | 1 | 2 | 1 | 2 | 1 | 1 | 1 | 3 | 2  | 4  | 2  | 2  | 1  | 1  | 1  | 1  | 1  | 1  | 1  | 1  | 1  | 1  | 1  | 3  | 3  | 4  | 3  | 4  | 3  | 4  | 3  | 4  | 4  | 5  | 5  | 3  | 4  |

Legenda:

Luogo: C = Casa; T = Trasferta. Risultato: V = Vittoria; N = Pareggio; P = Sconfitta.

### Statistiche dei giocatori
| Giocatore       | 2. Bundesliga | 2. Bundesliga | 2. Bundesliga | 2. Bundesliga | Coppa di Germania | Coppa di Germania | Coppa di Germania | Coppa di Germania | Totale   | Totale | Totale      | Totale     |
| Giocatore       | Presenze      | Reti          | Ammonizioni   | Espulsioni    | Presenze          | Reti              | Ammonizioni       | Espulsioni        | Presenze | Reti   | Ammonizioni | Espulsioni |
| --------------- | ------------- | ------------- | ------------- | ------------- | ----------------- | ----------------- | ----------------- | ----------------- | -------- | ------ | ----------- | ---------- |
| H. Bleckert     | 38            | 1             | 1             | 0             | 3                 | 0                 | 0                 | 0                 | 41       | 1      | 1           | 0          |
| M. Bozoljac     | 7             | 1             | 1             | 0             | 1                 | 0                 | 0                 | 0                 | 8        | 1      | 1           | 0          |
| K. Brand        | 31            | 5             | 4             | 1             | 3                 | 0                 | 1                 | 0                 | 34       | 5      | 5           | 1          |
| R. Brendel      | 37            | 4             | 1             | 0             | 3                 | 0                 | 0                 | 0                 | 40       | 4      | 1           | 0          |
| W. Breuer       | 34            | 12            | 2             | 1             | 3                 | 2                 | 0                 | 0                 | 37       | 14     | 2           | 1          |
| H. Dollhopf     | 4             | 0             | 0             | 0             | 0                 | 0                 | 0                 | 0                 | 4        | 0      | 0           | 0          |
| M. Größler      | 28            | 9             | 3             | 0             | 3                 | 0                 | 0                 | 0                 | 31       | 9      | 3           | 0          |
| R. Hannakampf   | 38            | 2             | 3             | 0             | 2                 | 0                 | 0                 | 0                 | 40       | 2      | 3           | 0          |
| M. Hansen       | 17            | 9             | 0             | 0             | 2                 | 1                 | 0                 | 0                 | 19       | 10     | 0           | 0          |
| N. Hofmann      | 37            | 2             | 4             | 0             | 3                 | 0                 | 1                 | 0                 | 40       | 2      | 5           | 0          |
| H. Horn         | 38            | 2             | 1             | 0             | 3                 | 0                 | 0                 | 0                 | 41       | 2      | 1           | 0          |
| P. Hupp         | 10            | 1             | 0             | 0             | 0                 | 0                 | 0                 | 0                 | 10       | 1      | 0           | 0          |
| R. Kaul         | 25            | 0             | 1             | 0             | 2                 | 0                 | 0                 | 0                 | 27       | 0      | 1           | 0          |
| W. Mahr         | 34            | 0             | 0             | 0             | 3                 | 0                 | 0                 | 0                 | 37       | 0      | 0           | 0          |
| G. Ockenfels    | 8             | 3             | 1             | 0             | 1                 | 0                 | 0                 | 0                 | 9        | 3      | 1           | 0          |
| N. Schumbrutzki | 6             | 0             | 0             | 0             | 0                 | 0                 | 0                 | 0                 | 6        | 0      | 0           | 0          |
| R. Schwarz      | 6             | 0             | 1             | 0             | 0                 | 0                 | 0                 | 0                 | 6        | 0      | 1           | 0          |
| U. Sommerer     | 37            | 25            | 3             | 0             | 3                 | 4                 | 0                 | 0                 | 40       | 29     | 3           | 0          |
| H. Tochtermann  | 19            | 1             | 0             | 0             | 0                 | 0                 | 0                 | 0                 | 19       | 1      | 0           | 0          |
| G. Weiß         | 25            | 1             | 0             | 0             | 1                 | 0                 | 0                 | 0                 | 26       | 1      | 0           | 0          |